# John Thomas Howell
John Thomas Howell ( 1903 - 1994 ) fue un botánico estadounidense, experto en el género Eriogonum. Fue asistente de la Dra. Alice Eastwood (1859-1953.

## Algunas publicaciones
- 1931. The genus Pogogyne. Proc.Cal.Acad.Sci. 4ª ser. 20 ( 3): 105-128
- 1931b. A Great Basin species of Physocarpus. Proc.Cal.Acad.Sci.
- 1942. A key to the indigenous and naturalized trees of Marin County, California. Ed. Wasmann Biological Society, San Francisco, Calif. 17-24
- 1944. A revision of Phacelia section Miltitzia. Proc.Cal.Acad.Sci. xxv ( 15):357-376

### Libros
- 1929. A Systematic Study of the Genus Lessingia Cham. Ed. University of California Publications in Botany. 44 pp.
- 1949. Marin Flora: Manual of the Flowering Plants and Ferns of Marin County, California. Ed. Univ. of California Press, Berkeley. vii + 322 pp. ISBN 0-520-00578-3
- Howitt, BF; JT Howell. 1964. The Vascular Plants of Monterey County, California. Ed. University of San Francisco
- Howell, JT; DM Porter. 1968. The plant genus Polygala in the Galápagos Islands. 586 pp.

## Honores

### Eponimia
- (Polygonaceae) Johanneshowellia Reveal[3]
- La abreviatura «J.T.Howell» se emplea para indicar a John Thomas Howell como autoridad en la descripción y clasificación científica de los vegetales.[4]